# 圣洛伦索-德尔卡德萨尔
圣洛伦索-德尔卡德萨尔（西班牙語：San Lorenzo del Cardezar）是西班牙巴利阿里群岛的一个市镇。总面积82平方公里，总人口6503人（2001年），人口密度79人/平方公里。